# Aberfan
Aberfan (kymriskt uttal: [abɛrˈvan]) är en ort i kommunen Merthyr Tydfil i Wales. River Taff flyter genom orten. Den 21 oktober 1966 inträffade här den så kallade Aberfanolyckan.